# Pole Position (Fernsehserie)
Pole Position ist eine Daily Doku, die 2015 bis 2016 von der Produktionsfirma Minga Media Entertainment GmbH im Auftrag des Südwestrundfunks (SWR) für den KiKA produziert wird. Sendestart der Serie war der 30. Januar 2016.

## Handlung
Pole Position zeigt in der ersten Staffel fünf junge Rennfahrerinnen und -fahrer, darunter auch Sophia Flörsch, in unterschiedlichen Rennklassen während der Rennsaison 2015. Vom Kartsport über Tourenwagen bis in die Formel 4 werden die drei Mädchen und zwei Jungen auf und neben der Rennstrecke begleitet.
Mit dabei ist auch Sebastian Vettel als Schirmherr der ADAC Formel 4.

## Ausstrahlung
Die 10 Folgen der ersten Staffel wurden vom 30. Januar bis zum 2. April 2016 bei KiKA ausgestrahlt.

## Website
Auf der Website von Pole Position sind die  Videos der einzelnen Folgen abrufbar und Rennsportregeln und Fachbegriffe leicht verständlich erklärt.
Die Website gehört zum SWR Kindernetz.